# Триртутьгольмий
Триртутьгольмий — бинарное неорганическое соединение
гольмия и ртути
с формулой HoHg3,
кристаллы.

## Получение
- Сплавление стехиометрических количеств чистых веществ в инертной атмосфере:

{\displaystyle {\mathsf {Ho+3Hg\ {\xrightarrow {470^{o}C}}\ HoHg_{3}}}}

## Физические свойства
Триртутьгольмий образует кристаллы
гексагональной сингонии, пространственная группа P 63/mmc,
параметры ячейки a = 0,6526 нм, c = 0,4872 нм, Z = 2,
структура типа кадмийтримагния CdMg3.
Соединение образуется по перитектической реакции при температуре 470 °C или
≈950 °C.